# Mike Mondo
Michael "Mike" S. Brendli, plus connu sous le nom de Mike Mondo, est un catcheur américain né le 26 mars 1983 à Long Island, New York. Il est connu notamment à son passage à la World Wrestling Entertainment dans l'équipe Spirit Squad.

## Carrière

### World Wrestling Entertainment (2005-2008)

#### Spirit Squad (2005-2006)
Mikey était l'un des cinq membres composant le Spirit Squad avec Nicky, Kenny, Johnny et Mitch. Ils ont ensemble réussi à capturer les titres par équipe pour un court laps de temps. Après un match handicap contre la D-Generation X (Shawn Michaels et Triple H), le groupe fut dissout le 27 novembre 2006.

### Ring of Honor (2010-2013)
Il dispute son premier match le 22 juillet 2010 face à Delirious, match qu'il perd. Le 15 octobre, il perd face à Mark Briscoe.
Le 19 mars 2011, lors de Manhattan Mayhem IV, il perd avec Michael Elgin contre Adam Cole et Kyle O'Reilly. Il reste ensuite inactif pendant quelques mois.
Il fait son retour le 1er octobre en perdant face à TJ Perkins. Le 7 avril 2012, il obtient sa revanche et bat Perkins. Lors de Border Wars 2012, il perd aux côtés de The Young Bucks contre TJ Perkins, Kenny King et Rhett Titus. Il bat Mike Bennett le 24 juin lors de Best in the World 2012. À la suite de cette victoire, il obtient une opportunité pour le titre mondial. Cinq jours plus tard, il perd face au champion Kevin Steen et ne remporte pas le ROH World Championship. Le 15 septembre, il perd face à Adam Cole pour le ROH World Television Championship. Il perd le 13 octobre lors de Glory by Honor face à Mike Bennett. Le 4 avril 2013, lors de Supercard of Honor VII, il perd dans un 10-man tag team match contre S.C.U.M.
Le 17 août, il perd face au TV Champion Matt Taven lors de Manhattan Mayhem V et n'obtient pas de match de championnat pour le ROH World Television Championship.

### Retour à la World Wrestling Entertainment (2016-...)

#### Retour de Kenny et Mikey (2016)
Le 4 octobre 2016 à Smackdown, Kenny et Mikey font leurs retour dans le MizTV et attaquent leur ancien partenaire Dolph Ziggler. Le 9 octobre à No Mercy, ils interviennent dans le match qui oppose Dolph Ziggler à The Miz pour le championnat intercontinental en faveur de ce dernier, mais se font expulser. The Miz perd alors le match et son titre. Le 11 octobre , ils affrontent Dolph Ziggler dans un match handicap mais perdent contre celui-ci. Après la victoire de Dolph, The Miz vient les aider à l'attaquer, mais Rhyno et Heath Slater les font fuir.

### House of Hardcore (2016-...)
Le 17 décembre 2016, Kenny et Mikey rejoignent la House of Hardcore et y disputent leur premier match en perdant face à The Sandman et Tommy Dreamer.
Le 21 avril 2017 lors de House of Hardcore 24, ils perdent contre Tommy Dreamer et Bully Ray au cours d'un Street Fight Tag Team match. Le 19 mai lors de House of Hardcore 26, ils remportent leur premier match en battant Bill Carr & Dan Barry et Vik Dallshus & Hale Collins au cours d'un Three Way Tag Team match.  Le 18 juin lors de House of Hardcore 29, ils répondent à l'Open Challenge des Young Bucks et perdent contre ces derniers. Le 17 novembre 2017 lors de House of Hardcore 34, Kenny et Mikey font équipe avec Joey Matthews et Nick Aldis et perdent contre Tommy Dreamer, Super Crazzy, Little Guido et Shane Douglas.
Le 19 mai lors de House of Hardcore 43, ils perdent contre The Latin American XChange (Santana & Ortiz). Le 13 juillet lors de House of Hardcore 47, ils perdent contre Mark Silva et Swoggle.

## Palmarès
- New York Wrestling Connection
  - 3 fois NYWC Heavyweight Champion
  - 1 fois NYWC Fusion Champion
  - 1 fois NYWC Tag Team Champion avec Kenny ([9]
  - NYWC Hall of Fame (2016)

- Ohio Valley Wrestling
  - 2 fois OVW Heavyweight Champion
  - 1 fois OVW Television Champion
  - 1 fois OVW Southern Tag Team Champion avec Turcan Celik
  - 6e Triple Crown de la OVW

- World Wrestling Entertainment
  - 1 fois WWE World Tag Team Champion avec les membres du Spirit Squad[10]